# Auguste Zamoyski
Pour les articles homonymes, voir Zamoyski.
August Zamoyski, né le 28 juin 1893 à Jabłoń en Pologne et mort le 19 mai 1970 à Saint-Clar-de-Rivière, est un sculpteur polonais qui participa au mouvement formiste.

## Biographie
Né dans une grande famille de la noblesse polonaise Zamoyski suit des cours de droit, d'économie et d'agronomie à Fribourg puis de philosophie à Heidelberg (1912 - 1914). Son intérêt pour la théorie esthétique ne faiblira jamais, comme en témoigne la conférence sur L'Art et la Substance qu'il prononça en 1954 au Congrès International de Philosophie, à Sao Paulo. 
De 1916  à 1918 il étudie à la Lewin-Funke Schule de Berlin, puis à la  Kunstgewerbeschule de Munich, où il rencontre Stanislas Przybyszewski. Celui-ci l'introduit au sein du groupe d'avant-garde polonais de Poznań Bunt (« Révolte »), proche des revues expressionnistes de Berlin, Der Sturm et Die Aktion. Zamoyski participe en avril 1918, à Poznań, à une exposition de Bunt qui fut à l'origine d'une polémique, puis exposera avec le groupe à Berlin, en juin 1918, dans une galerie de la revue Die Aktion.

### Zakopane et lesFormisci
De retour en Pologne, il s'installe à Zakopane, « le Chamonix de la Pologne », lieu de rendez-vous des artistes et des intellectuels polonais de l'époque, avec sa femme, la danseuse et actrice italienne Rita Sacchetto (1880 - 1959), épousée en 1917 à Vienne. Il participe à la création d'un mouvement artistique expressionniste qui prend en 1919 le nom de Formisme. 
Regroupant en particulier Tytus Czyżewski, Stanisław Ignacy Witkiewicz (dit Witkacy), Léon Chwistek, les frères Zbigniew (1885 - 1958), Andrzej Pronaszko (1888 - 1961) et Tymon Niesiołowski (1882 - 1965), le Formisme est sans doute « le mouvement esthétique le plus important de la Pologne indépendante ». 

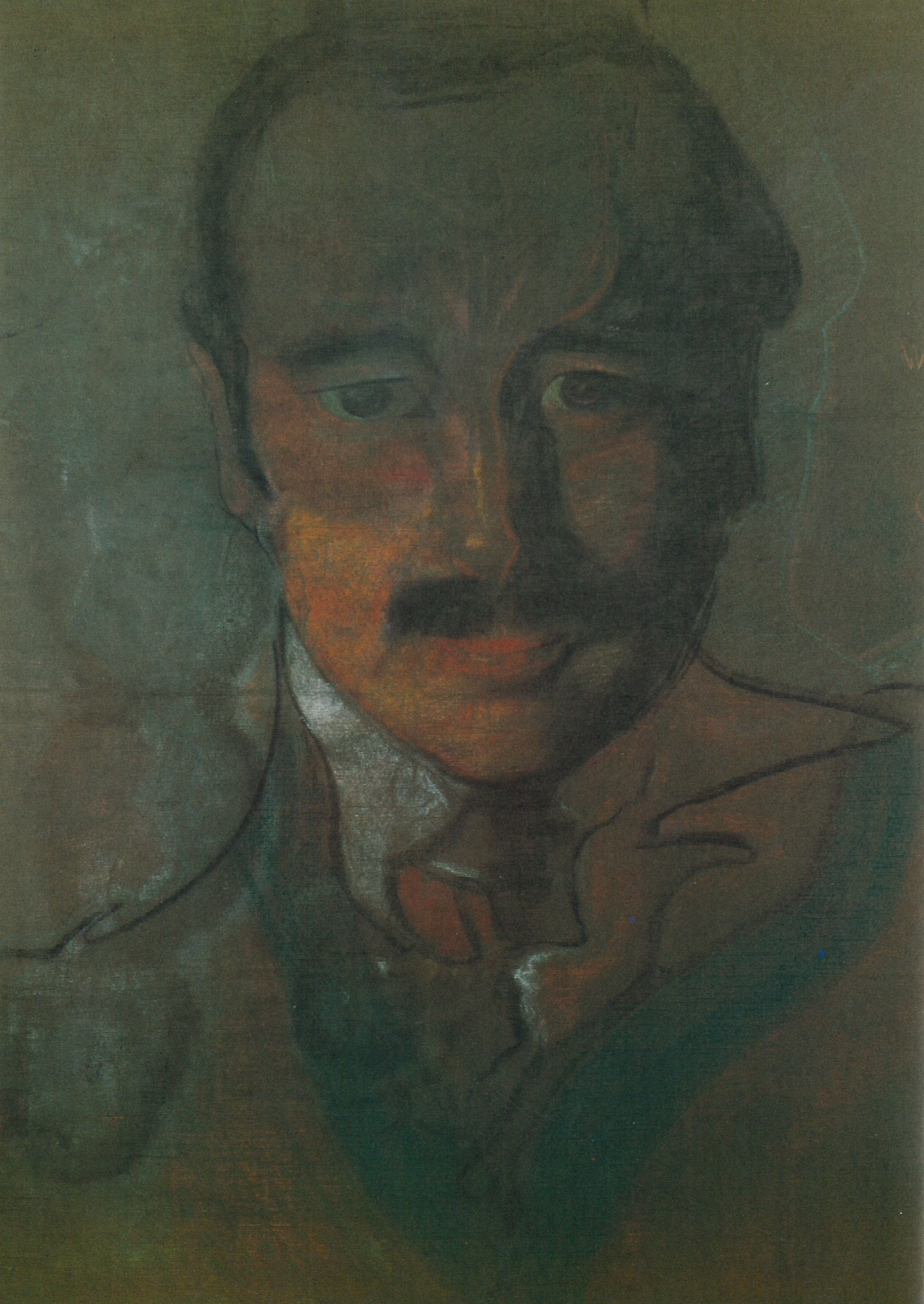
Witkacy, Portrait d'August Zamoyski (1918)

La caractéristique essentielle du mouvement, selon Léon Chwistek, souvent considéré, à côté de Witkiewicz, comme le principal théoricien du Formisme est « la tentative de créer un style nouveau, sur la base des concepts de réalisme et de beau, qui se développaient à partir de l’expérience des cubistes, futuristes et expressionnistes ». 
Czesław Miłosz rapporte les débuts de cette première avant-garde polonaise : « Dès 1918, une poignée de poètes et de peintres qui fréquentaient à Cracovie un café appelé La Muscade, avaient formulé certains programmes et s’étaient donné le nom de formistes. Ils mettaient l'accent sur la forme pure comme essence de l'art ; c'est ainsi qu'en peinture leur mouvement conduisit à une déformation des objets représentés, voire à des compositions non figuratives (...) Un poème constituait un objet autonome, qui tenait debout du seul fait de son existence, et qui ne dépendait d'aucun message traduisible en prose ». 
Le groupe formiste s'exprima en particulier dans la revue Formisci (« Les Formistes ») éditée par Tytus Czyżewski dont six numéros parurent à Cracovie, en 1919 - 1921. Léon Chwistek publia son célèbre et programmatique article: Formizm dans le no 2 de cette revue, en avril 1920. 
Rappelant sa rencontre avec Witkiewicz, Zamoyski écrira plus tard : « L’imprésario de ma femme à Zakopane, M. Danek, me fit connaître Witkiewicz. Coup de foudre ! Avec Witkiewicz je ressentis immédiatement une union profonde et joyeuse, mais aussi tragique. Je décidai sur-le-champ de déménager de Vienne à Zakopane, et cela uniquement parce que nous étions devenus inséparables ». Zamoyski sera l'auteur de l'illustration de couverture de l'ouvrage de Witkacy Nowy formy w malarstwie publié en 1919. La même année, Zamoyski sculptera un Portrait de Stanislaw Ignacy Witkiewicz « sur fond de son essence », aujourd'hui disparu. La réponse facétieuse de Witkacy fut une œuvre qu'il intitula : Un débris non essentiel d'Auguste Zamoyski, également disparue.

### Création etForme pure
Zamoyski présentera sa conception de l'art à plusieurs occasions dans des catalogues d'exposition, notamment lors de la Ire Exposition des Formistes qui eut lieu à Varsovie en 1919 et lors de l'exposition conjointe du groupe formiste et du groupe Bunt à Poznań en 1919 - 1920. Cherchant une réconciliation théorique de la nature et de la forme, il introduisit le concept de l’œuvre d'art comme allégorie dynamique (« Alegoria dynamiczna ») que Witkacy, dans son essai sur L'Idée de forme (1919), rapproche de son propre concept de tension directionnelle (« Napięcie kierunkowe »).

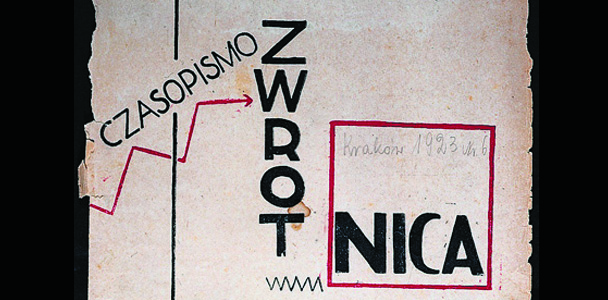
Revue Zwrotnica, Cracovie, Pologne - Couverture du No 6, octobre 1923

Il publiera en 1922 dans Zwrotnica (« Aiguillage »), la revue d'avant-garde de Cracovie fondée et dirigée par le poète et critique Tadeusz Peiper (1891 - 1969) qui, de retour d'Espagne, collaborait avec la revue d'avant-garde espagnole Ultra, un article souvent cité, intitulé : O kształtowaniu (« Sur la création de la forme ») dans lequel il écrit : « On ne doit sculpter ni pour la gloire, ni pour l'argent, ni pour aucune autre raison sinon celle de contenter un besoin de forme. Plus cette raison est absolue et exclusive, plus la forme est pure (...) Le Beau, c'est une joie désintéressée, pure (le pur besoin de forme), c'est une certaine harmonie entre le sujet et l'objet ». Face aux impasses de l’abstraction pure et du naturalisme, il définit son intuition vitale  de l'art : « Joindre l'harmonie absolue de la nature et de la forme absolument pure, voila mon problème, et je suis convaincu que tel est le problème futur de l'art véritable. Par forme pure, j'entends tout ce qui a surgi du pur besoin de façonner ». 
On citera, en parallèle, ce qu’écrivait en 1920 Guillermo de Torre, un des fondateurs de l'Ultraïsme, dans son Manifiesto ultraista: Vertical : « Tous les pugnaces courants esthétiques d'avant-garde débouchent aujourd'hui sur le même slogan unificateur : Création. L'Art Nouveau, qu'il s'appelle ultraïste,  créationniste, cubiste, futuriste, expressionniste, commence là où se termine la copie ou traduction de la réalité apparente : là, sur ce plan ultra-spatial, où le poète forge des œuvres inouïes (« inauditas ») et créées qui n'admettent pas la confrontation avec la réalité objective ».

### «Au-delà du Formisme»

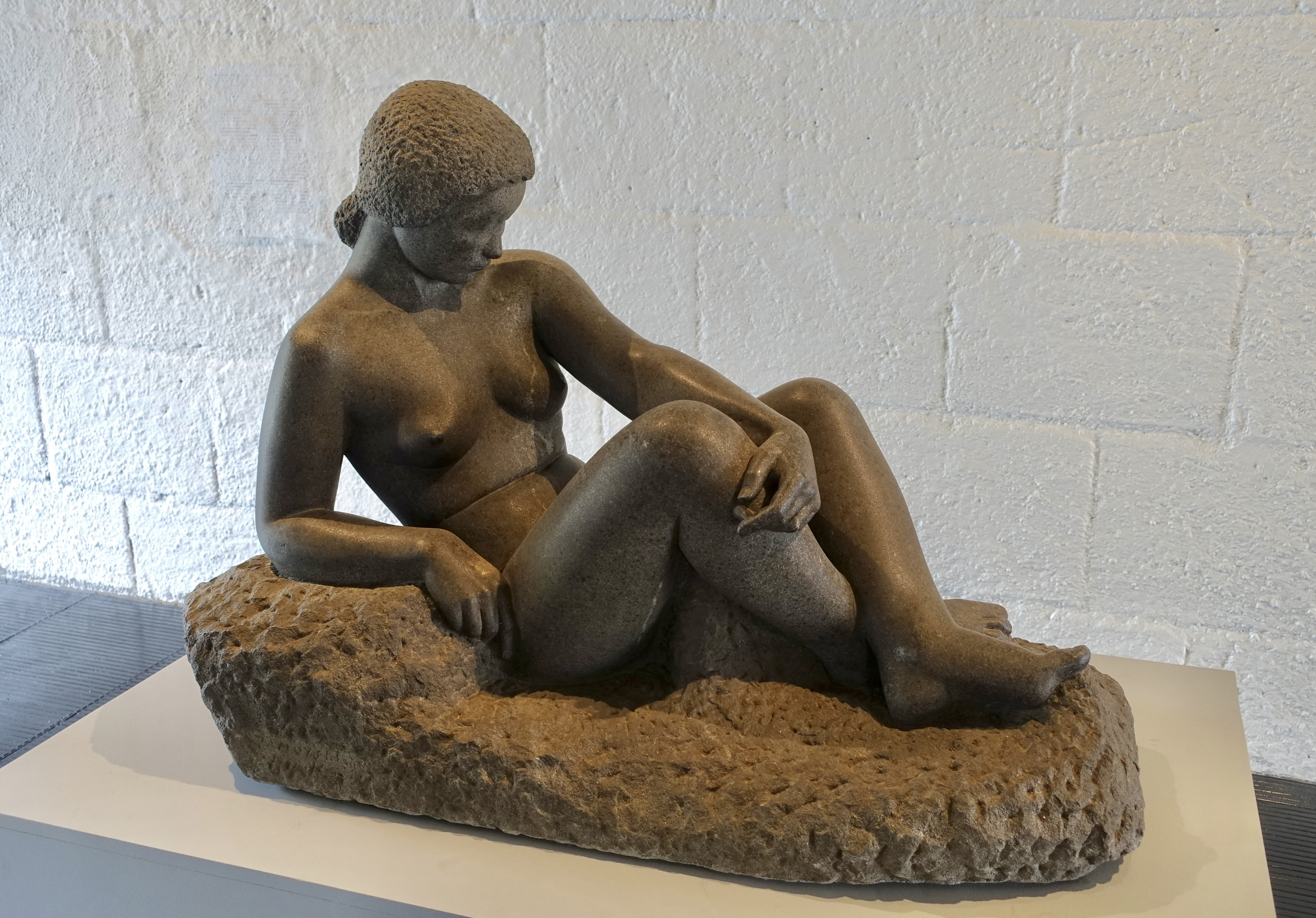
Auguste Zamoyski, Nu allongé (1932), sculpté en pierre de Landernau - Museu de Arte de São Paulo, Brésil

Il se rend à New-York en 1920, où il passe un an et rencontre Katherine Dreier et Marcel Duchamp puis s'installe à Paris à partir de 1924. Il a son atelier avenue du Maine « en face de celui de Bourdelle [qui] peinait alors sur le monument de Mickiewicz » et qu'il voit souvent. « Il participe activement à la vie de Montparnasse ; il est très lié avec Kisling, Tristan Tzara et bien d'autres ; mais ses meilleurs amis sont le peintre polonais Pankiewicz et Marcoussis pour qui il éprouve une affection sans bornes » et dont il avait sculpté la tête (1923).

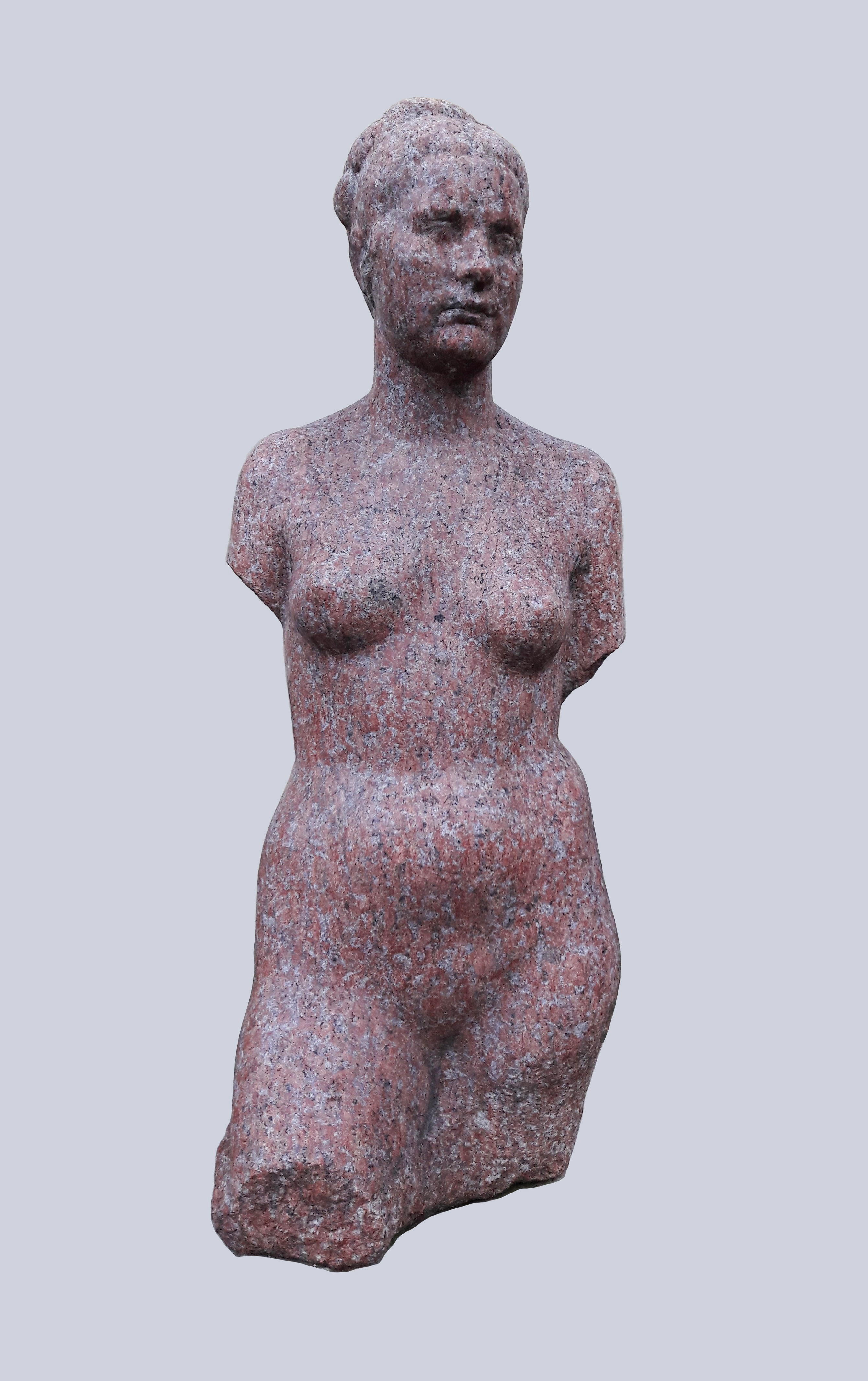
Auguste Zamoyski, Ève (1936), Musée national de Varsovie, Pologne

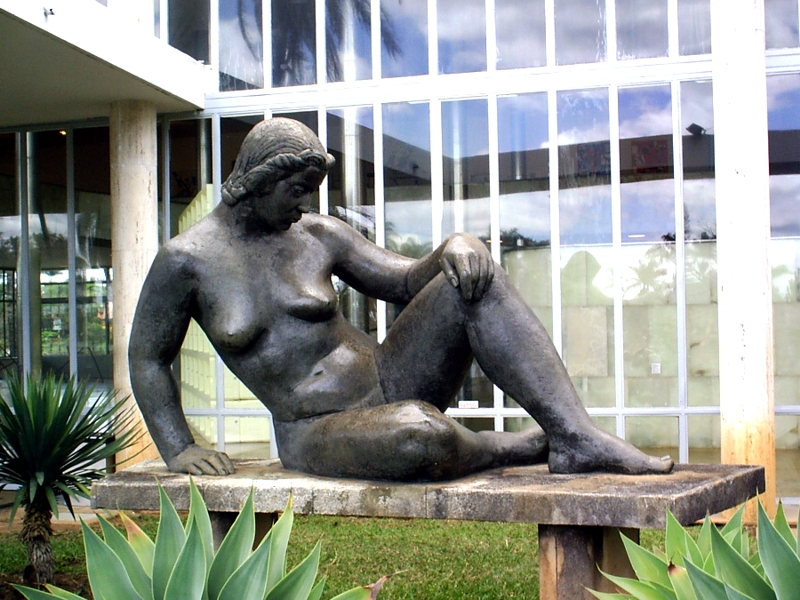
Auguste Zamoyski, Nu (1943), Museu de Arte da Pampulha, Belo Horizonte, Brésil

Dès 1922, dans un opuscule sur Tytus Czyżewski et la crise du Formisme, Léon Chwistek annonce, sentencieusement : « L'Association des formistes a cessé d'exister ». Et en 1923, Auguste Zamoyski organise à Zakopane une exposition qui doit signer La fin du Formisme (« Koniec Formizmu ») au cours de laquelle il détruit, de manière démonstrative, quelques-unes de ses œuvres.
Selon Maria Delaperrière, l'exil en France délibérément choisi par Zamoyski « va lui permettre de dépasser le Formisme et d’imprégner ses sculptures d’un mysticisme profond, expression, comme il le dira lui-même, d’une recherche de la vérité et non de l’originalité ».
Et Zamoyski explique ainsi son éloignement / dépassement du Formisme : « Au bout de plusieurs années d'essais et d'efforts, le Formisme en tant que tel, ainsi que ma théorie a priori sur la création ex nihilo de formes inexistantes, commencèrent à susciter en moi des réserves et des doutes ». Alors, « poussé et encouragé par une intuition indéfinissable, je me mis à ausculter la nature (...) Il ne s'agissait nullement pour moi de la copier, mais de l’étudier, éventuellement de l'utiliser ».
En 1940, séparé de sa deuxième épouse, la comédienne et chanteuse Maneta Radwan, il émigre au Brésil où il restera jusqu'en 1955. Il fondera dans ce pays des écoles de sculpture à Rio de Janeiro et à Sao Paulo. Durant cette période il se liera avec le peintre, figuriniste et scénographe brésilien Bellá Paes Leme. 
Revenu en France, il vécut quelques années à Paris dans un monastère dominicain, reprenant contact avec la Pologne où il essaie, sans succès, de créer une chaire de sculpture à la faculté d’architecture de l’École polytechnique de Varsovie. 
Il s'installe en 1957 dans la région de Toulouse, à Saint-Clar-de-Rivière, avec Hélène Peltier, professeur de littérature russe, qu'il épouse en 1959. Il y meurt en 1970 et y est enterré. L'Ascension, une œuvre monumentale commencée en 1959 et restée inachevée, est placée à l’entrée de l’école qui porte son nom dans ce village de Haute-Garonne. 

## Œuvre

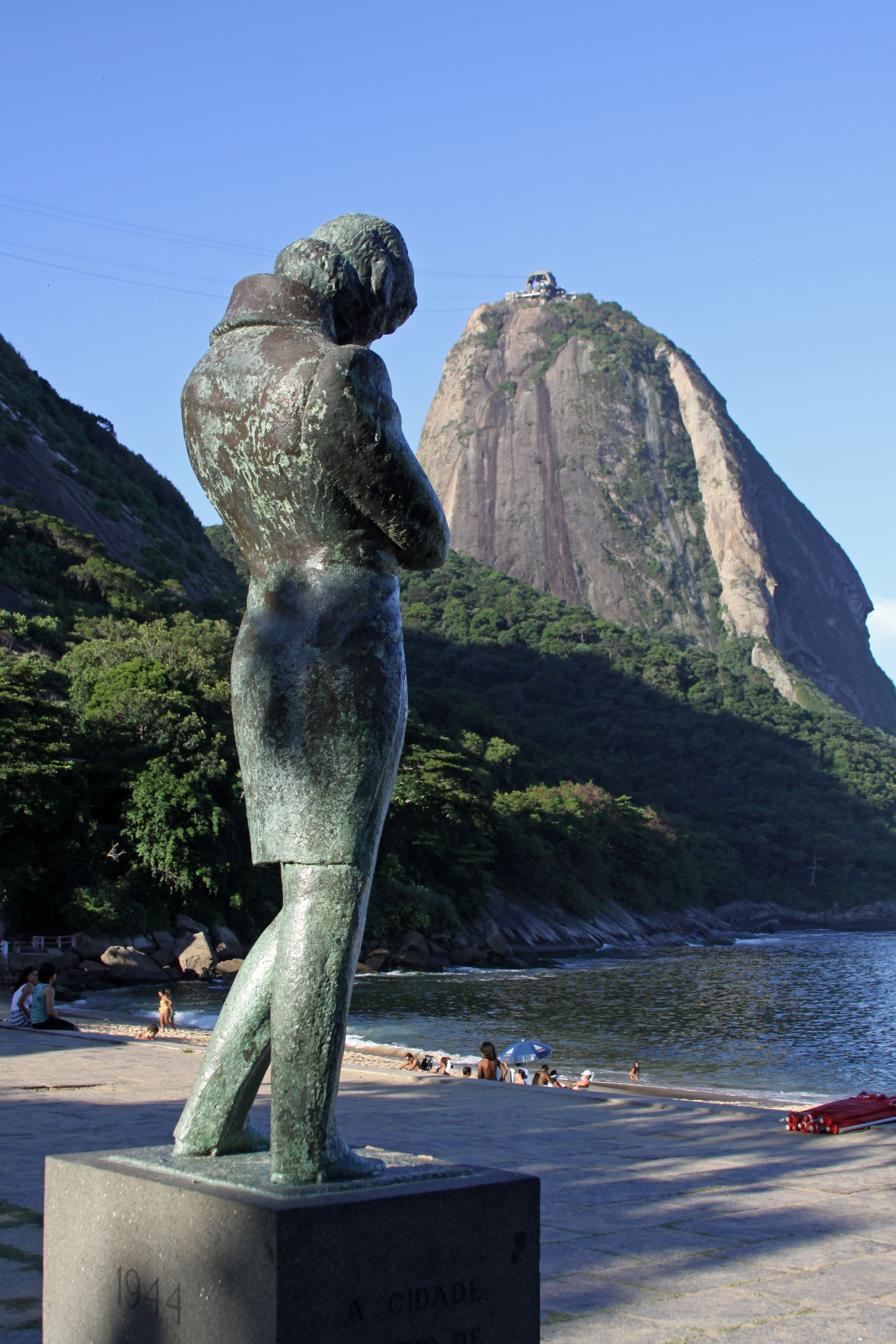
August Zamoyski, Frédéric Chopin (1944), Praia Vermelha, Rio de Janeiro, Brésil

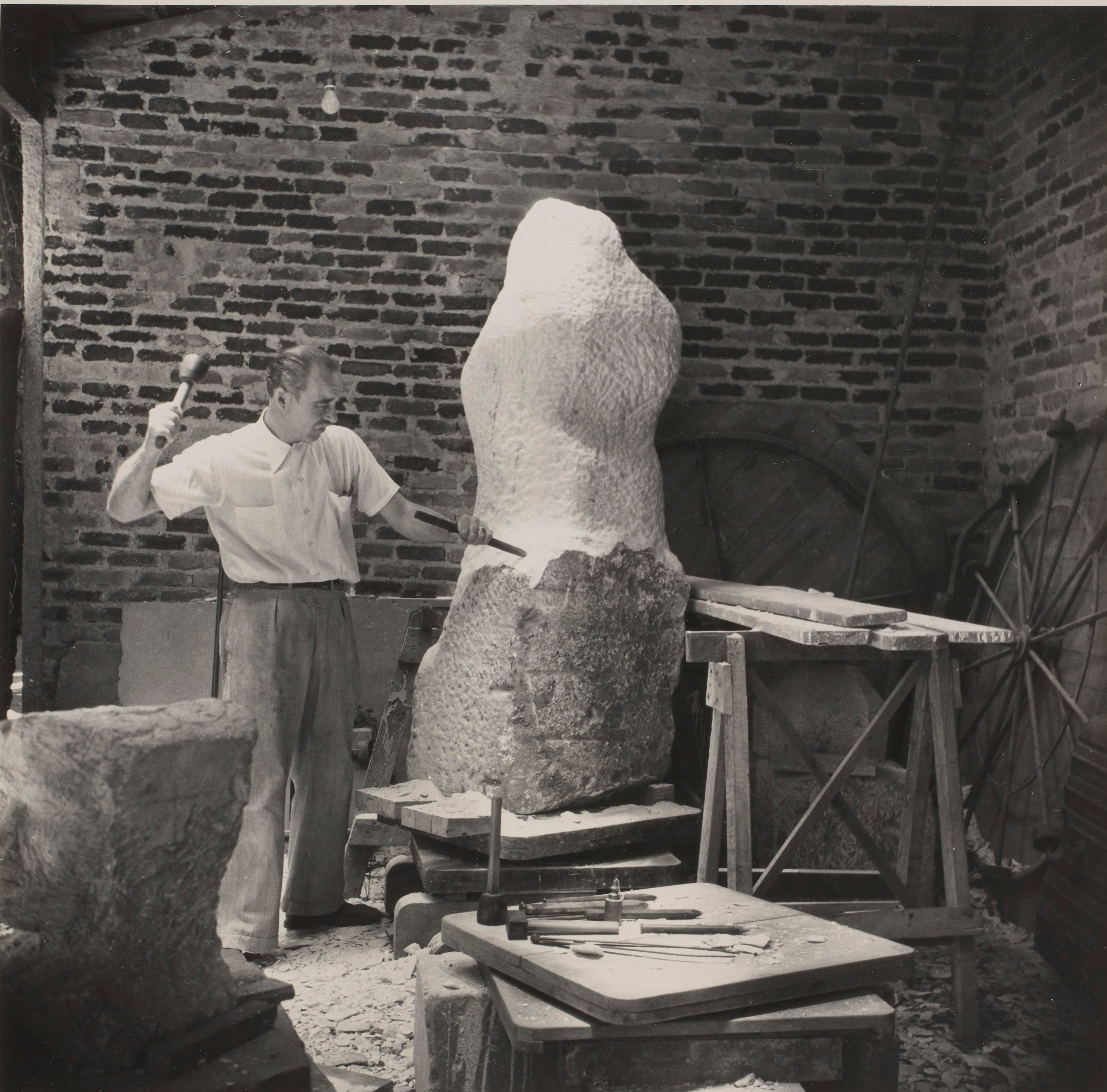
August Zamoyski dans son atelier (1948)

La critique distingue généralement trois périodes dans le développement de l'œuvre de Zamoyski.
La période formiste (1917 - 1925), à Zakopane (Pologne). De cette période décisive pour l'orientation originale de sa vocation artistique et de sa pensée, Zamoyski écrit au début de son essai Au-delà du Formisme : « J'ai écrit ce travail en pensant avec nostalgie à Witkiewicz, mon inoubliable ami, et à la mémoire de mes camarades Tytus Czyżewski, Andre, Andrzej et Zbigniew Pronaszko, Tymon Niesiołowski, Emile Breiter, Emil Breiter et Léon Chwistek et Leon Chwistek. Je le dédie à mon cher ami Władysław Tatarkiewicz , la tête philosophique la plus remarquable de la Pologne, qui a été le témoin de nos luttes ». « Ce qui nous soudait, continue-t-il, c’était le sentiment de la révolte et le besoin de contester les formes de l'art qui nous avaient précédés, l’académisme et l’impressionnisme ». 
Son œuvre Ich dwoje (« Eux deux », 1919), dont le motif sera repris et décliné plusieurs fois (bronze, bois, marbre), est une des œuvres les plus caractéristiques de cette période. On citera également : Łza (« Larme », 1917), Akt kubistyczny (« Nu cubiste », 1918), Portrait de Roger Raczyński (diplomate polonais, 1918), Portrait de Marie Walterskirchen (1921), Portrait de Louis Marcoussis (1923), Tête d' Antoni Słonimski (1923 -1927).

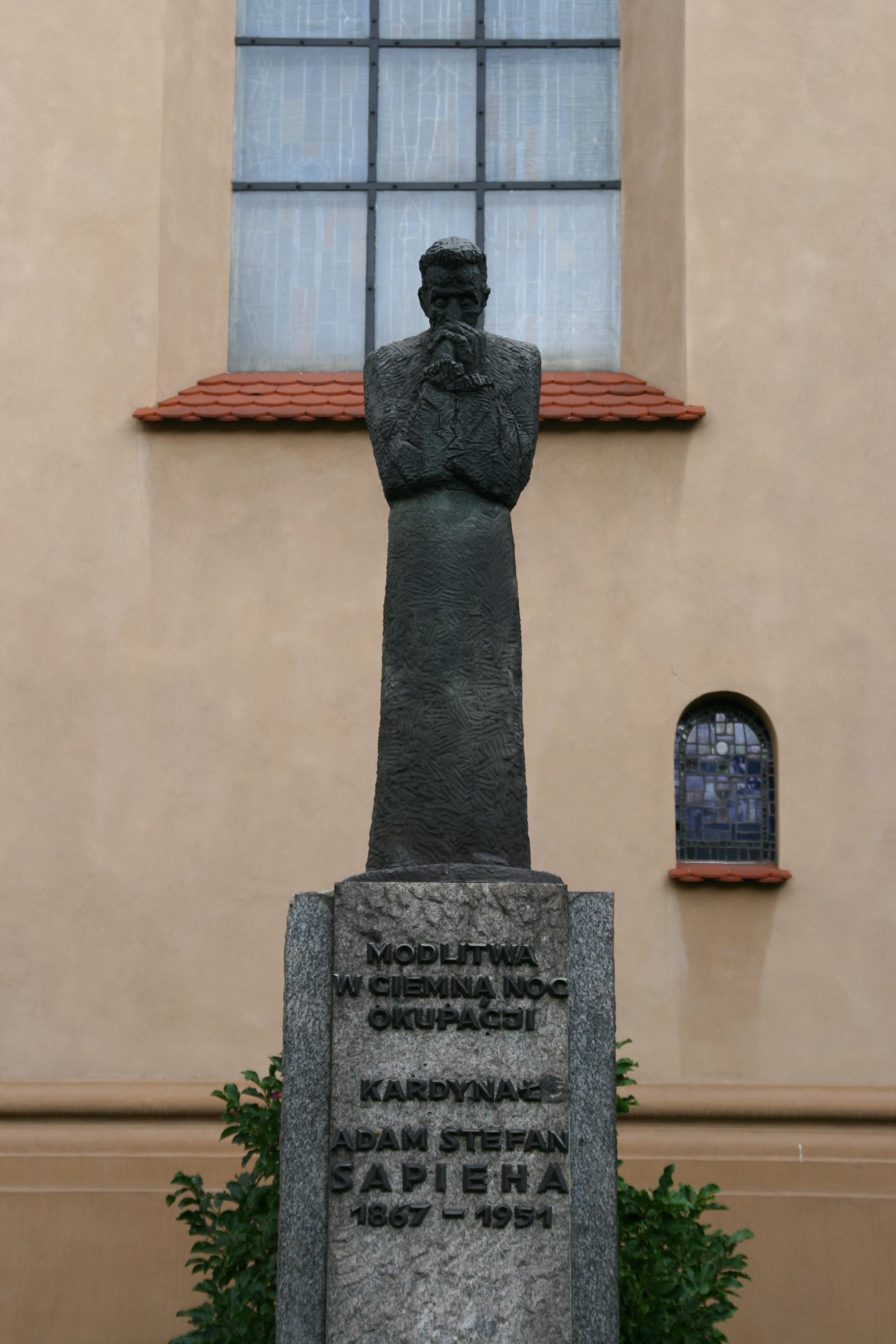
August Zamoyski, Cardinal Sapieha - Prière dans la nuit obscure de l'Occupation (1970), Cracovie, Pologne

Une période réaliste (France, Brésil ; 1925 - 1950), où ses œuvres sont souvent des nus ou des portraits féminins ; ainsi : Vénus (1935), Franka, Ewa (1936), Wierka - Tête d'une jeune fille de la campagne (1936). De  cette période on notera particulièrement deux œuvres créées au Brésil : Nu (1943), sculpture monumentale placée devant le bâtiment du Museu de Arte da Pampulha de Belo Horizonte projeté  par Oscar Niemeyer, et une statue de Chopin (1944) élevée sur la Praia Vermehla à Rio de Janeiro.
Enfin, une période d’ expressionnisme spirituel (dernières années au Brésil, France, Pologne ; à partir de 1950) où l’inquiétude religieuse qui ne l'avait jamais quitté se retrouve dans des œuvres comme Pietà, Saint Jean-Baptiste (1950 - 1953), Résurrection (1967 - 1968) ou Cardinal Sapieha (1968 - 1970). 
Dans une lettre à Tatarkiewicz datée d’août 1959, Zamoyski souligne cependant la continuité de sa vision artistique. Il écrit : « Ma thèse tire son origine de Bergson, bien sûr, mais aussi de Plotin ou Augustin. Évidemment, la durée de Bergson est d'une certaine manière un état mystique. Je pense que c'est aussi le cas de l'inspiration, et l'œuvre d'art véritable est le résultat d'une expérience mystique, la seule valable, face au mur devant lequel s'est trouvée la science contemporaine, c'est-à-dire la physique quantique et la théorie de la relativité. Et la philosophie s'est embourbée devant le même mur tragique (...) L'art, s'il devait être seulement mimétisme, dans un sens mal compris, serait également voué à l’épuisement, comme je le pensais lorsqu'avec les frères Pronaszko, Czyżewski et Witkacy nous avons créé le Formisme ».
« L'art est la figuration des choses non soumises à nos sens » avait dit Zamoyski en 1954 dans sa conférence sur L'Art et la Substance. Ce que l'on pourrait traduire ainsi, en suivant Jean-Luc Marion : donner à apparaître ce que nous ne voyons pas.

### De Sylvanès à Varsovie
En 2002, Hélène Zamoyska fait don d'une partie importante de l'œuvre d'August Zamoyski à l'abbaye de Sylvanès, et le musée Zamoyski ouvre ses portes en 2009. 
À l'occasion du cinquantenaire de la mort du sculpteur (2020), une exposition intitulée Auguste Zamoyski. Penser dans la pierre, ainsi qu'une édition des archives du sculpteur sont organisées en Pologne (2017 - 2020) par le Musée de la littérature Adam Mickiewicz de Varsovie en collaboration avec le Musée Auguste Zamoyski de Sylvanès.
Le 15 janvier 2019, la collection des œuvres de Zamoyski conservée à Sylvanes depuis 2009 a été acquise par le Musée national de Varsovie. Elle comprend quatre-vingt-treize pièces qui sont exposées dans ce musée depuis le 17 mai 2019.